# Нэт Вэй
Натанаэль Мин-Ян Вэй, Барон Вэй (кит. 韋鳴恩, англ. Nathanael Ming-Yan Wei, Baron Wei); также известный как Нэт Вэй, род. 19 января 1977) — британский социальный предприниматель, заинтересованный в социальной реформе, самый молодой член Палаты лордов (по состоянию на 30 сентября 2011). Бывший советник правительства Великобритании в проекте «Большое общество».
Вэй основатель и бывший партнер «Shaftesbury Partnership», член-основатель социального предприятия «Teach First» и бывший советник благотворительной организации «Absolute Return For Kids». Он бывший сотрудник «Young Foundation»  и Всемирного экономического форума.

## Биография
Родители Вэя были эмигрантами с Гонконга

. Его отец был пастором, который переехал в Великобританию в 1970-е годы. Вэй родился в Уотфорде 19 января 1977 года. Образование получил в школе имени сэра Фрэнка Маркхэма, государственной общеобразовательной школе в Милтон-Кинс, где некоторые из учеников издевались над ним за то, что он всерьёз относился к учёбе. Вэй активно изучал Путунхуа в Лондонской школе экономики, и имеет практические знания кантонского, французского и немецкого языков.
После окончания «Колледжа Иисуса» в Оксфорде, Вэй работал в «McKinsey & Company» в течение трех лет, где познакомился с Бретт Уигдортзом основавшего «Teach First» в 2002 году. В начале 2006 года Вэй основал «Shaftesbury Partnership», организацию, которая стремится подражать великим социальным реформаторам Викторианской эпохи, создавая масштабные социальные реформы. «Shaftesbury Partnership» в настоящее время работает над рядом проектов над проблемой безработицы и здравоохранения. Через «Shaftesbury Partnership», Вэй стал соучредителем независимой благотворительной организации«The Challenge Network»,.